# Pycnopsyche antica
Pycnopsyche antica är en nattsländeart som först beskrevs av Walker 1852.  Pycnopsyche antica ingår i släktet Pycnopsyche och familjen husmasknattsländor. Inga underarter finns listade i Catalogue of Life.